# Japalura yulongensis
Japalura yulongensis là một loài thằn lằn trong họ Agamidae. Loài này được Manthey, Hou & Wang mô tả khoa học đầu tiên năm 2012.